# Jacques Chaumié
Pour les articles homonymes, voir Chaumié.
Jacques Chaumié, né le 10 août 1877 à Agen (Lot-et-Garonne) et mort le 30 septembre 1920 à Clermont-Dessous (Lot-et-Garonne), est un homme politique français.

## Biographie
Fils de Joseph Chaumié, frère d'Emmanuel Chaumié, il est reçu au concours des affaires étrangères en 1902, il est en poste à Barcelone, puis chef adjoint de cabinet du garde des sceaux en 1905-1906. Il est député de Lot-et-Garonne de 1906 à 1910 et de 1914 à 1920, siégeant sur les bancs radicaux. Il est en poste en Espagne entre 1910 et 1914, se liant avec des écrivains espagnols et publiant des traductions de leurs ouvrages.

## Sources
- « Jacques Chaumié », dans le Dictionnaire des parlementaires français (1889-1940), sous la direction de Jean Jolly, PUF, 1960 [détail de l’édition]